# (20480) Antonschraut
(20480) Antonschraut (1999 NT31) – planetoida z pasa głównego asteroid okrążająca Słońce w ciągu 3,77 lat w średniej odległości 2,42 j.a. Odkryta 14 lipca 1999 roku.